# Det nye nordiske køkken
Det nye nordiske køkken er en bevægelse, der vil genopfinde og udvikle mad fra de nordiske lande.
En af forkæmperne for bevægelsen er den danske kok Claus Meyer, der i 2004 tog initiativ til et manifest udarbejdet af nordiske kokke. Heri står der bl.a., at maden skal "bygge på råvarer, som bliver særligt fremragende i vores klimaer, landskaber og vande" samt "forene de bedste nordiske tilberedningsmetoder og kulinariske traditioner med impulser udefra".
Flere restauranter har gennem 2000'erne og 2010'erne reklameret med at servere mad fra det nye nordiske køkken.